# Eopengornis
Eopengornis is een geslacht van uitgestorven vogels uit het Vroeg-Krijt van het huidige China, behorend tot de Enantiornithes. De enige benoemde soort is Eopengornis martini.

## Vondst en naamgeving
Het Tianyu Natural History Museum of Shandong kocht van een verzamelaar een vogelfossiel dat deze weer verworven had van de illegale fossielenhandel. Het zou bij het dorp Luozigou in de prefectuur Fengning in de provincie Hebei zijn opgegraven.
In 2014 werd de typesoort Eopengornis martini benoemd en beschreven door Wang Xiaoli, Jingmai Kathleen O'Connor, Zheng Xiaoting, Wang Min, Hu Han en Zhou Zhonghe. De geslachtsnaam verbindt de naam van de verwant Pengornis met een Oudgrieks èoos, 'dageraad', een verwijzing naar de oudere datering in vergelijking met Pengornis. De soortaanduiding eert wijlen de ornitholoog Larry Dean Martin.
Het holotype STM24-1 is vermoedelijk  gevonden in een laag van de Huajiyingformatie die dateert uit het Hauterivien en ongeveer 130,7 miljoen jaar oud is. Het bestaat uit een vrijwel compleet skelet met schedel, platgedrukt op een plaat en tegenplaat. Het skelet ligt in verband. Uitgebreide resten van het verenkleed zijn bewaard gebleven. Het betreft wellicht een jong dier.

## Beschrijving
Het holotype is maar een kleine vogel; het skelet is slechts een zes centimeter lang. Het kan echter zijn dat het volwassen dier groter was.
De beschrijvers wisten enkele onderscheidende kenmerken vast te stellen. De bovenkaken en onderkaken dragen talrijke tanden die niet bot zijn, zoals bij Pengornis, maar spits met een naar achteren gebogen punt. Dit is overigens een symplesiomorfie. Het neusbeen wordt niet doorboord door een extra foramen. Het kuitbeen eindigt onderaan in een afgeronde verbreding. De 'hallux', de opponeerbare en grijpende digitus primus van de voet is lang met een eerste middenvoetsbeen en een eerste kootje van de eerste teen die ieder even lang zijn als het tweede middenvoetsbeen.

### Verenkleed
Grote aandacht werd in de beschrijving besteed aan de staartveren, de rectrices. Net zoals bij andere Enantiornithes heeft Eopengornis geen staartwaaier maar steken er twee lange staartveren uit met een lengte van negen centimeter, dus langer dan de rest van het lichaam. Anders dan bij andere bekende Enantiornithes hebben deze veren over de volle lengte de vorm van slagpennen. Daarbij is hun buitenvaan smaller dan hun binnenvaan zodat ze nog een aerodynamische bouw hebben. O'Connor zag dit als de voorouderlijke vorm van deze staartveren. Bij latere soorten zou de schacht steeds platter en breder geworden zijn totdat alleen nog het uiteinde baarden had. De lange stijve schacht zou net gediend hebben als stuurvlak maar slechts om de luchtweerstand te verminderen.

## Fylogenie
Eopengornis werd in 2014 in de Enantiornithes geplaatst. Bij de gelegenheid van de beschrijving werd een Pengornithidae benoemd. Eopengornis zou de meest basale bekende pengornithide zijn, zoals ook past bij zijn hoge geologische leeftijd.